# Woodsman
Woodsman is een Amerikaanse psychedelische rock-band, oorspronkelijk in 2008 opgericht in Denver (Colorado), en sinds 2011 gevestigd in Brooklyn (New York). De muziek van de band kenmerkt zich door instrumentale en geïmproviseerde composities in de vorm van soundscapes. Invloeden zijn onder meer de cinema  van Stan Brakhage en de improvisaties van Miles Davis uit de vroege jaren zeventig.

## Discografie

### Albums
- 2009 - Collages
- 2011 - Rare Forms
- 2014 - Woodsman

### Ep's
- 2010 - Mystery Tape
- 2011 - Mystic Places

### Singles
- 2009 - "Woodsman"
- 2011 - "Insects/Time Lapse"